# Astronomische Vereinigung Kärntens
Die Astronomische Vereinigung Kärntens (AVK) ist die, an der Mitgliederzahl gemessen, zweitgrößte astronomische Vereinigung Österreichs. Die AVK betreibt zwei Sternwarten und ein Planetarium. Eine Sternwarte befindet sich am Kreuzbergl in Klagenfurt, die andere auf der Gerlitze bei Villach. Das Planetarium befindet sich am Stadtrand von Klagenfurt.

## Vereinsgeschichte
Der Klagenfurter Mathematikprofessor Helmut Lenhof organisierte 1961 eine Sonnenfinsternis-Exkursion nach Italien, welche am 15. Februar stattfand. Lenhofs Aufruf blieb nicht ungehört und es meldeten sich mehrere Leute, die den Kern der späteren AVK bilden sollten. Noch im selben Jahr, am 17. Juni, wurde die "Vereinigung der Sternfreunde" gegründet. Eines ihrer Ziele war die Errichtung einer Volkssternwarte.
Auf Ersuchen der noch jungen Vereinigung stellte die Stadt Klagenfurt den Aussichtsturm Kreuzbergl zum Umbau in eine Volkssternwarte zur Verfügung. Es kam in der Folge zutage, dass eine Gruppe von Sternfreunden am Realgymnasium in Klagenfurt sich mit dem Gedanken spielte eine Schulsternwarte zu errichten. Beide Gruppen schlossen sich zu einem Verein zusammen.
Für die Errichtung und Beschaffung der Geldmittel wurde am 28. Juni 1963 der „Verein zu Errichtung einer Volkssternwarte am Kreuzbergl“ gegründet. Nach der Einweihung der Sternwarte im September 1965 wurde diese dem Verein der Sternfreunde übergeben und der Errichtungsverein löste sich auf.
Von der Universität Graz bekam der Verein einen Refraktor mit 134 mm Öffnung und 2000 mm Brennweite als Leihgabe. Dieser wurde 1974 durch einen Coudè-Refraktor der Firma Wachter ersetzt.
Nur acht Jahre nach der Fertigstellung der Sternwarte Kreuzbergl konnte auch von der Gerlitzen beobachtet werden. Im Jahr 1997 wurde dort ein 62-cm-RC-Teleskop mit Lomo-Optik errichtet. Dieses ist computergesteuert und verfügt über GoTo. Von der Gerlitze aus wird auch mit CCD- sowie Videokamera Astrofotografie betrieben.

## Das Planetarium
Nach dem Bau der Sternwarte am Kreuzbergl wollte die Vereinigung zunächst direkt am Kreuzbergl ein Planetarium errichten. Die Stadt Klagenfurt stellte jedoch ein eigenes Grundstück in Stadtnähe zur Verfügung, auf dem mit zusätzlichen Sponsorengeldern ein Planetarium errichtet und 1977 unter Bürgermeister Leopold Guggenberger eröffnet werden konnte. Das Projekt kostete ca. 900.000 Euro. Das Planetarium bietet etwa 2000 Vorstellungen pro Jahr, zu denen bis zu 40.000 Besucher kommen.